# Beata Ann Brookes
Pour les articles homonymes, voir Brookes.
Beata Ann Brookes, née le 21 janvier 1930 à Rhuddlan et morte le 17 août 2015, est une femme politique britannique.
Membre du Parti conservateur puis du Parti pour l'indépendance du Royaume-Uni, elle siège au Parlement européen de 1979 à 1989.